# Torsten Frings
Torsten Frings (sinh ngày 22 tháng 11 năm 1976 ở Würselen) là một cựu cầu thủ bóng đá người Đức chơi ở vị trí tiền vệ trung tâm.

## Sự nghiệp
Khi năm tuổi, Torsten bị ngã xe đạp và bị xe ô tô đâm, để lại một vết xẹo ở phần mặt bên trái của anh.
Sự nghiệp cầu thủ chuyên nghiệp của anh bắt đầu ở đội hạng ba Alemannia Aachen trước khi anh chuyển tới Werder Bremen vào mùa giài 1996-97, giúp đội bóng chủ sân Weserstadion vô địch cúp quốc gia Đức với việc đánh bại Bayern Munich vào năm 1999 và có hơn 160 lần ra sân ở Bundesliga cùng 15 bàn thắng trong sáu năm.
Vào năm 2002, một số đội bóng hàng đầu châu Âu để ý đến Frings nhưng anh lại ký hợp đồng 4 năm cùng Borussia Dortmund với mức giá 10 triệu euro.Anh có một vị trí chính thức trong đội hình đội chủ sân Westfalenstadion, Frings cũng chơi 10 trận ở Champions League, ghi bàn trong cả trận lượt đi và về trước Lokomotiv Moscow.
Mùa giải 2003-04 với Frings chỉ bắt đầu từ ngày 30 tháng 1 khi anh ra sân trong trận tiếp Schalke 04, trận đầu tiên của anh kể từ khi bị dính chấn thương đầu gối trong trận tiếp VfL Bochum vào tháng 5.Anh lấy vị trí của Tomas Rosicky ở vị trí cầu thủ kiến tạo và ghi 4 bàn trong 16 trận trước khi ký hợp đồng 3 năm cùng kình địch của Dortmund, Bayern Munich.
Mặc dù lập cú đúp vô địch giải nội địa cùng Bayern và có 29 lần ra sân ở Bundesliga cùng 10 lần ở cúp C1, song Frings chưa bao giờ được đánh giá cao ở Munich, và bị loại ra khỏi kế hoạch của huấn luyện viên Felix Magath.Vào tháng 6 anh gia nhập Bremen theo một bản hợp đồng không tiết lộ mức phí với thời hạn 3 năm. giúp câu lạc bộ đánh bại FC Basel để vào vòng bảng cúp C1.
Anh được gọi vào đội tuyển Đức ở Euro 2008.

## Hồ sơ cầu thủ
Frings là một tiền vệ đa năng.Anh có thể chơi ở bất cứ đâu trên hàng tiền vệ.Và anh có sở trường là chơi ở vị trí tiền vệ lùi nơi mà khả năng tranh chấp bóng của anh sẽ rất hữu dụng.Frings ghi bàn thứ 4 cho đội tuyển Đức trong trận thắng 4-2 trước đội tuyển Costa Rica trong trận mở màn World Cup 2006 vào ngày 9 tháng 6 năm 2006 bằng một cú sút mạnh từ khoảng cách hơn 30m.
Sau loạt đá penalty trong trận thắng trước Argentina vào ngày 30 tháng 6 năm 2006, Frings bị treo giò bởi FIFA 2 trận cho hành động không đẹp sau trận đấu.Sau khi xem lại băng ghi hình, tiểu ban kỉ luật của FIFA đã quyết định rằng Frings đã đấm tiền đạo của Argentina Julio Cruz mặc dù sau đó Cruz đã phủ nhận rằng Frings đấm anh.Việc anh bị treo giò được đưa ra bởi FIFA 1 ngày trước trận bán kết giữa đội tuyển Đức và Ý vào ngày 4 tháng 7 năm 2006, khiến Frings không được tham dự trận đấu quan trọng này.

## Đời sống cá nhân
Frings có vợ là Petra và họ có hai đứa con, Lisa-Katharina và Lena.Sở thích của anh là dành thời gian cùng gia đình và đi xe máy.

## Thống kê

### Câu lạc bộ
| Thành tích cấp CLB  | Thành tích cấp CLB  | Thành tích cấp CLB  | Giải vô địch | Giải vô địch | Cúp quốc gia | Cúp quốc gia | Cúp liên đoàn      | Cúp liên đoàn      | Cúp châu lục | Cúp châu lục | Tổng cộng | Tổng cộng |
| Mùa giải            | CLB                 | Giải vô địch        | Trận         | Bàn          | Trận         | Bàn          | Trận               | Bàn                | Trận         | Bàn          | Trận      | Bàn       |
| Đức                 | Đức                 | Đức                 | Giải vô địch | Giải vô địch | DFB-Pokal    | DFB-Pokal    | Premiere Ligapokal | Premiere Ligapokal | Châu Âu      | Châu Âu      | Tổng cộng | Tổng cộng |
| ------------------- | ------------------- | ------------------- | ------------ | ------------ | ------------ | ------------ | ------------------ | ------------------ | ------------ | ------------ | --------- | --------- |
| 1996–97             | Werder Bremen       | Bundesliga          | 15           | 0            | -            | -            | -                  | -                  | -            | -            | 15        | 0         |
| 1997–98             | Werder Bremen       | Bundesliga          | 28           | 2            | -            | -            | -                  | -                  | -            | -            | 28        | 2         |
| 1998–99             | Werder Bremen       | Bundesliga          | 23           | 3            | 1            | 0            | -                  | -                  | 8            | 3            | 32        | 6         |
| 1999–00             | Werder Bremen       | Bundesliga          | 33           | 3            | 3            | 0            | 2                  | 0                  | -            | -            | 38        | 3         |
| 2000–01             | Werder Bremen       | Bundesliga          | 30           | 1            | -            | -            | -                  | -                  | -            | -            | 30        | 1         |
| 2001–02             | Werder Bremen       | Bundesliga          | 33           | 6            | 1            | 0            | -                  | -                  | 2            | 0            | 36        | 6         |
| 2002–03             | Borussia Dortmund   | Bundesliga          | 31           | 6            | 2            | 0            | 1                  | 0                  | 12           | 2            | 46        | 8         |
| 2003–04             | Borussia Dortmund   | Bundesliga          | 16           | 4            | -            | -            | 1                  | 0                  | -            | -            | 17        | 4         |
| 2004–05             | Bayern Munich       | Bundesliga          | 29           | 3            | 6            | 0            | 2                  | 1                  | 8            | 1            | 45        | 5         |
| 2005–06             | Werder Bremen       | Bundesliga          | 28           | 3            | 4            | 1            | 2                  | 0                  | 10           | 1            | 44        | 5         |
| 2006–07             | Werder Bremen       | Bundesliga          | 33           | 1            | -            | -            | 2                  | 1                  | 14           | 2            | 49        | 4         |
| 2007–08             | Werder Bremen       | Bundesliga          | 11           | 1            | -            | -            | 1                  | 0                  | 2            | 0            | 14        | 1         |
| 2008–09             | Werder Bremen       | Bundesliga          | 30           | 4            | 5            | 0            | 13                 | 0                  | —            | —            | 48        | 4         |
| 2009–10             | Werder Bremen       | Bundesliga          | 30           | 6            | 6            | 0            | 9                  | 4                  | —            | —            | 45        | 10        |
| 2010–11             | Werder Bremen       | Bundesliga          | 32           | 6            | 1            | 0            | 6                  | 1                  | —            | —            | 39        | 7         |
| 2011                | Toronto FC          | MLS                 | 13           | 0            | 0            | 0            | 6                  | 0                  | —            | —            | 19        | 0         |
| 2012                | Toronto FC          | MLS                 | 20           | 2            | 3            | 0            | 2                  | 0                  | —            | —            | 25        | 2         |
| Tổng cộng           | Đức                 | Đức                 | 164          | 21           | 16           | 1            | 47                 | 6                  | 5            | 1            | 231       | 30        |
| Tổng cộng           | Canada              | Canada              | 33           | 2            | 3            | 0            | 8                  | 0                  | —            | —            | 44        | 2         |
| Tổng cộng sự nghiệp | Tổng cộng sự nghiệp | Tổng cộng sự nghiệp | 493          | 65           | 40           | 4            | 105                | 13                 | 11           | 5            | 649       | 84        |

### Đội tuyển quốc gia
| Đức       | Đức     | Đức       |
| Năm       | Số trận | Bàn thắng |
| --------- | ------- | --------- |
| 2001      | 2       | 0         |
| 2002      | 17      | 2         |
| 2003      | 4       | 0         |
| 2004      | 12      | 2         |
| 2005      | 13      | 2         |
| 2006      | 16      | 2         |
| 2007      | 6       | 2         |
| 2008      | 8       | 0         |
| 2009      | 1       | 0         |
| Tổng cộng | 79      | 10        |

### Bàn thắng quốc tế
Bàn thắng của đội tuyển Đức được ghi trước.
| #  | Ngày                 | Địa điểm                                 | Đối thủ    | Bàn thắng | Kết quả | Giải đấu            |
| -- | -------------------- | ---------------------------------------- | ---------- | --------- | ------- | ------------------- |
| 1  | 27 tháng 3 năm 2002  | Ostseestadion, Rostock, Đức              | Hoa Kỳ     | 4–1       | 4–2     | Giao hữu            |
| 2  | 9 tháng 5 năm 2002   | Schwarzwald-Stadion, Freiburg, Đức       | Kuwait     | 1–0       | 7–0     | Giao hữu            |
| 3  | 27 tháng 5 năm 2004  | Schwarzwald-Stadion, Freiburg, Đức       | Malta      | 4–0       | 7–0     | Giao hữu            |
| 4  | 15 tháng 6 năm 2004  | Sân vận động Dragão, Porto, Bồ Đào Nha   | Hà Lan     | 1–0       | 1–1     | Euro 2004           |
| 5  | 9 tháng 2 năm 2005   | Merkur Spielarena, Düsseldorf, Đức       | Argentina  | 1–0       | 2–2     | Giao hữu            |
| 6  | 12 tháng 10 năm 2005 | Volksparkstadion, Hamburg, Đức           | Trung Quốc | 1–0       | 1–0     | Giao hữu            |
| 7  | 27 tháng 5 năm 2006  | Schwarzwald-Stadion, Freiburg, Đức       | Luxembourg | 2–0       | 7–0     | Giao hữu            |
| 8  | 9 tháng 6 năm 2006   | Allianz Arena, Munich, Đức               | Costa Rica | 4–2       | 4–2     | World Cup 2006      |
| 9  | 7 tháng 2 năm 2007   | Merkur Spielarena, Düsseldorf, Đức       | Thụy Sĩ    | 3–0       | 3–1     | Giao hữu            |
| 10 | 2 tháng 6 năm 2007   | Sân vận động Max Morlock, Nuremberg, Đức | San Marino | 3–0       | 6–0     | Vòng loại Euro 2008 |

## Danh hiệu

### Câu lạc bộ
- Werder Bremen
  - Về nhì Bundesliga: 2007-08
  - Về nhì UEFA Cup: 2008-09
  - DFB-Pokal: 1999
  - DFB-Ligapokal: 2006
  - DFB-Pokal: 2009
- Bayern Munich
  - Vô địch Bundesliga: 2004-05
  - DFB-Pokal: 2005
  - DFB-Ligapokal: 2004

### Đội tuyển quốc gia
- Đứng thứ ba FIFA Confederations Cup: 2005
- Về nhì FIFA World Cup: 2002
- Đứng thứ ba FIFA World Cup: 2006
- Về nhì UEFA European Football Championship: 2008